# Pfaffenschlag

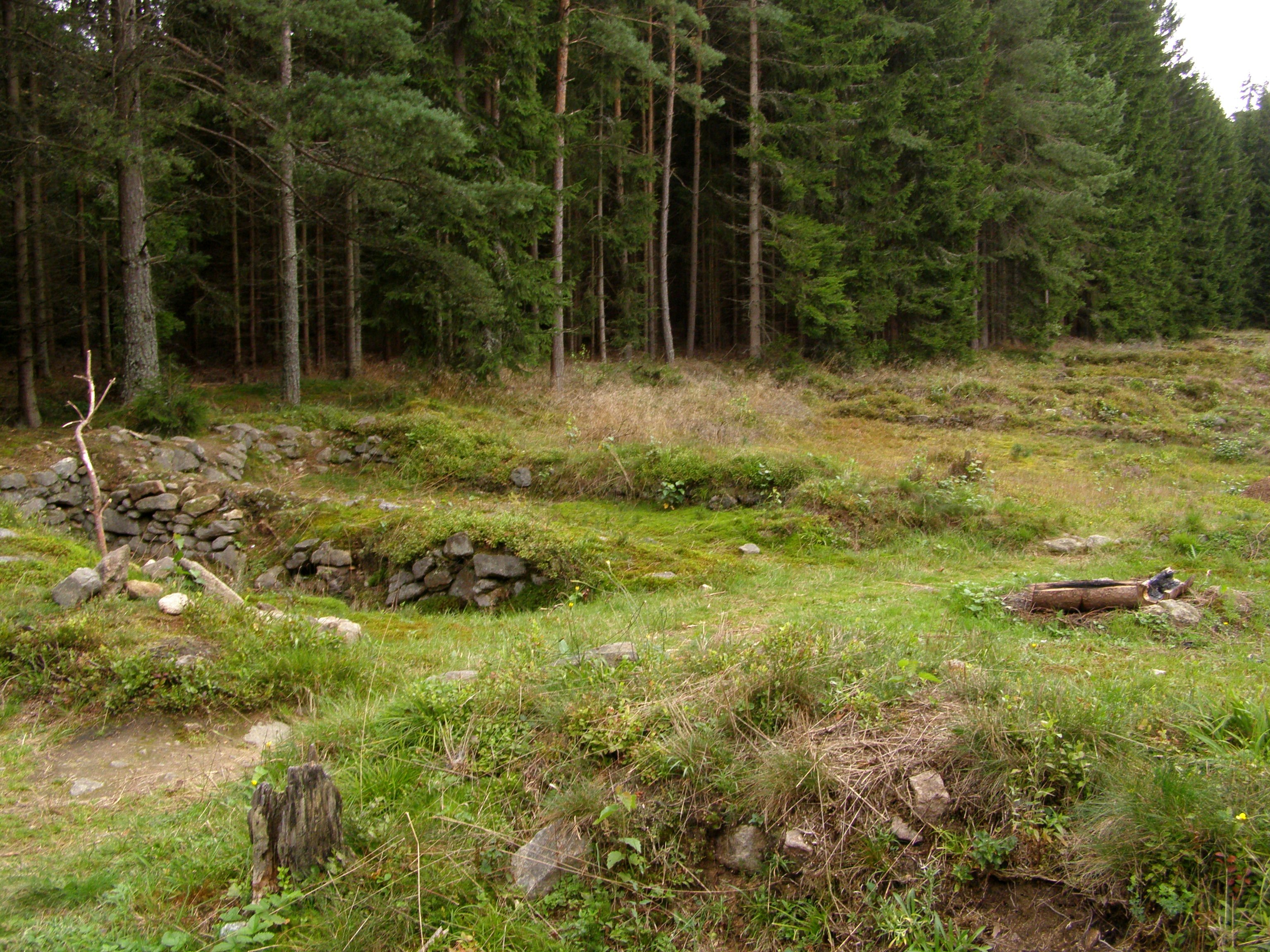
Pfaffenschlag

Pfaffenschlag je zaniklá středověká moravská vesnice ležící v lese na západě katastrálního území Slavonice, jižně od silnice ze Slavonic do Stálkova. Pozůstatky vesnice byly objeveny v létě 1958, výzkum zde následně provádělo Moravské zemské muzeum pod vedením Vladimíra Nekudy. Pozůstatky vesnice jsou volně přístupné po červené značce ze Slavonic nebo 200 metrů dlouhou cestou ze silnice Slavonice – Stálkov, dostupné jsou i výletníkům na kole.

## Historie
Místo bylo pravděpodobně osídleno již Slovany, ale původní sídliště zaniklo někdy v průběhu 12. století.
V 13. století, v průběhu kolonizace pohraničí Přemyslem Otakarem II. byla na místě zaniklé slovanské osady postavena nová kolonizační ves, kterou založil slavonický farář. Tato obnovená vesnice je známá pod názvem Pfaffenschlag.
Osada byla však v době husitských válek vypálena a nebyla již obnovena. Pravděpodobně byla vypálena z důvodu, že ves patřila slavonickým farářům a Slavonice jako takové nebyly nakloněny husitům.
Blízký rybník nepochází z doby existence vesnice, ale až z roku 1483, tedy padesát let po jejím zániku.
Okolím probíhala ve třicátých létech minulého století linie pohraničního opevnění.

## Architektura
Vesnice se skládala z šestnácti usedlostí, mlýna, hospodářských budov, sklepů a podzemních chodeb (lochy), které sloužily jako skrýše (až 30 m dlouhé). Usedlosti se rozprostíraly ve dvou řadách podél potoka, který tvořil osu návsi. Domy byly z kamene a na ně navazovaly hospodářské dřevěné nebo proutěné budovy se sklepy a podzemními prostory.
Jednotlivé domy sestávaly z jizby s pecí nebo ohništěm, síně a komory; větší stavení měla i patrovou sýpku, která byla zapuštěna do země. K vesnici patřily přilehlé louky a pastviny.
Návštěvník zde má možnost prohlédnout si základy všech stavení a prozkoumat dispozici středověkých obytných objektů. Takováto lokalita má nejenom republikový, nýbrž celoevropský význam. Zároveň je možnost prohlédnout si archeologické nálezy vsi ve slavonickém muzeu, kde je i vystavena maketa zaniklé vesnice.

## Pověsti
Podle pověsti se praví, že vesnici rozbořili a vypálili Švédové za třicetileté války. Vesničané před hrozbou útoku uschovali všechny své cennosti do máselnice a plnou nádobu uschovali ve studni.
Švédové skutečně vesnici srovnali se zemí, obyvatele pobili a ti, kteří uprchli, se již nevrátili. Po této události se pak začal vždy o půlnoci ve Slavonicích objevovat formanský vůz, který jede směrem ke zbořené vesnici a zmizí u studánky, které se říkalo máselnicová. Podle pověsti bude formanský vůz cestu vykonávat tak dlouho, dokud bude poklad v máselnici ve studánce. Pokud si však o Květné neděli na formanský potah počíhá naprosto poctivý občan a odříká starou formanskou formulku, bude mu poklad ze studánky vydán.

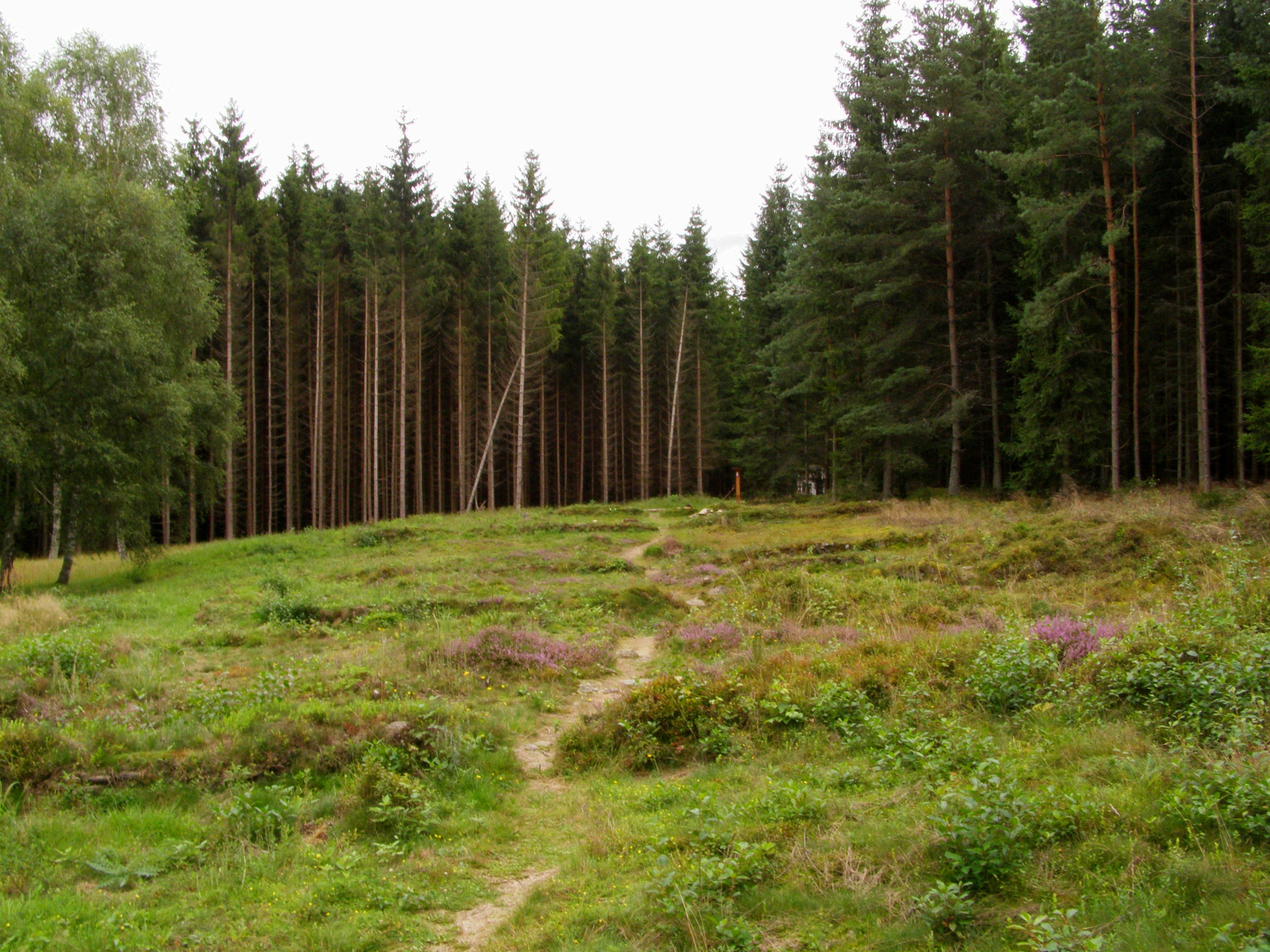
Západní část vykopávek
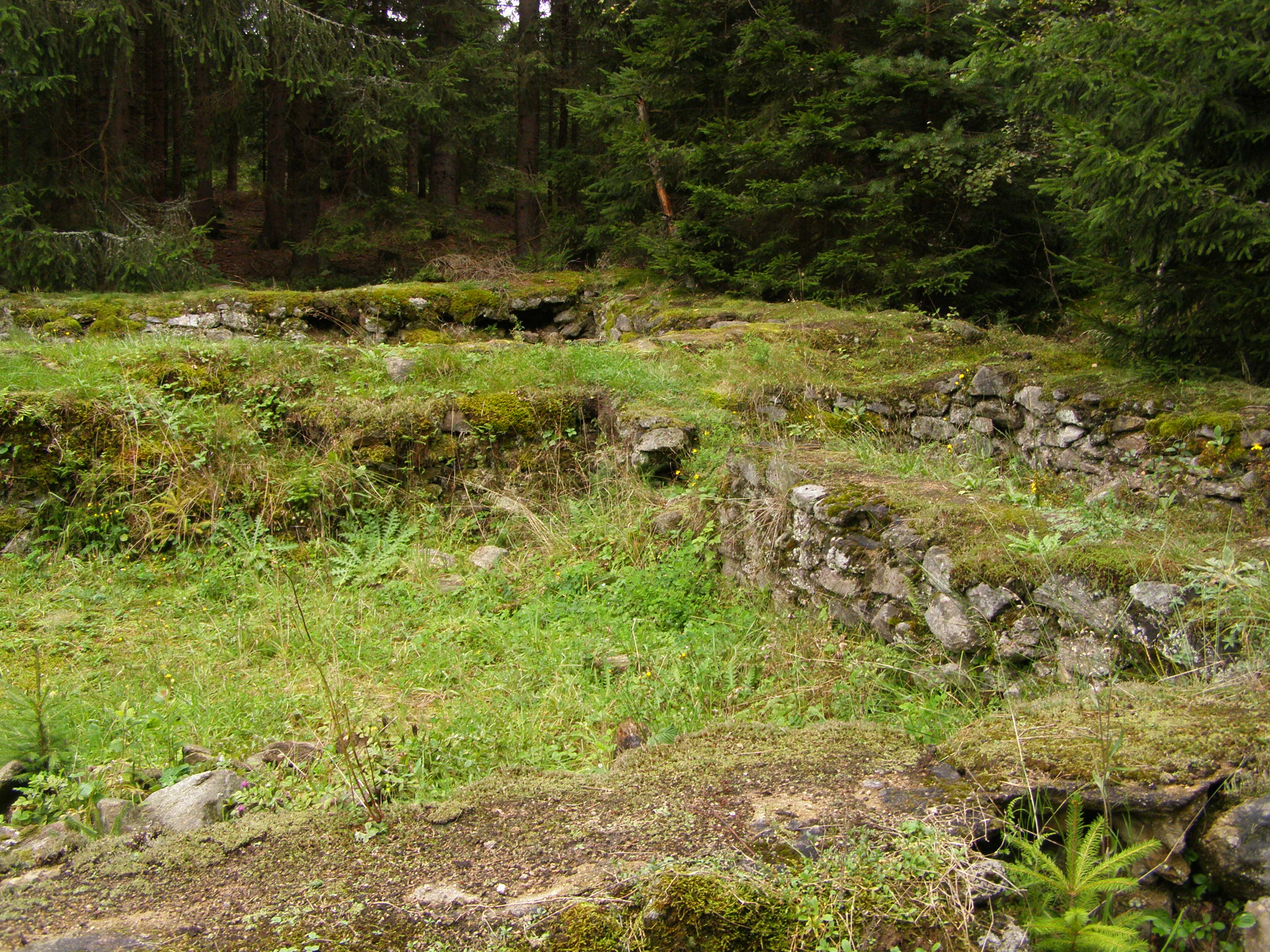
Dům v západní části
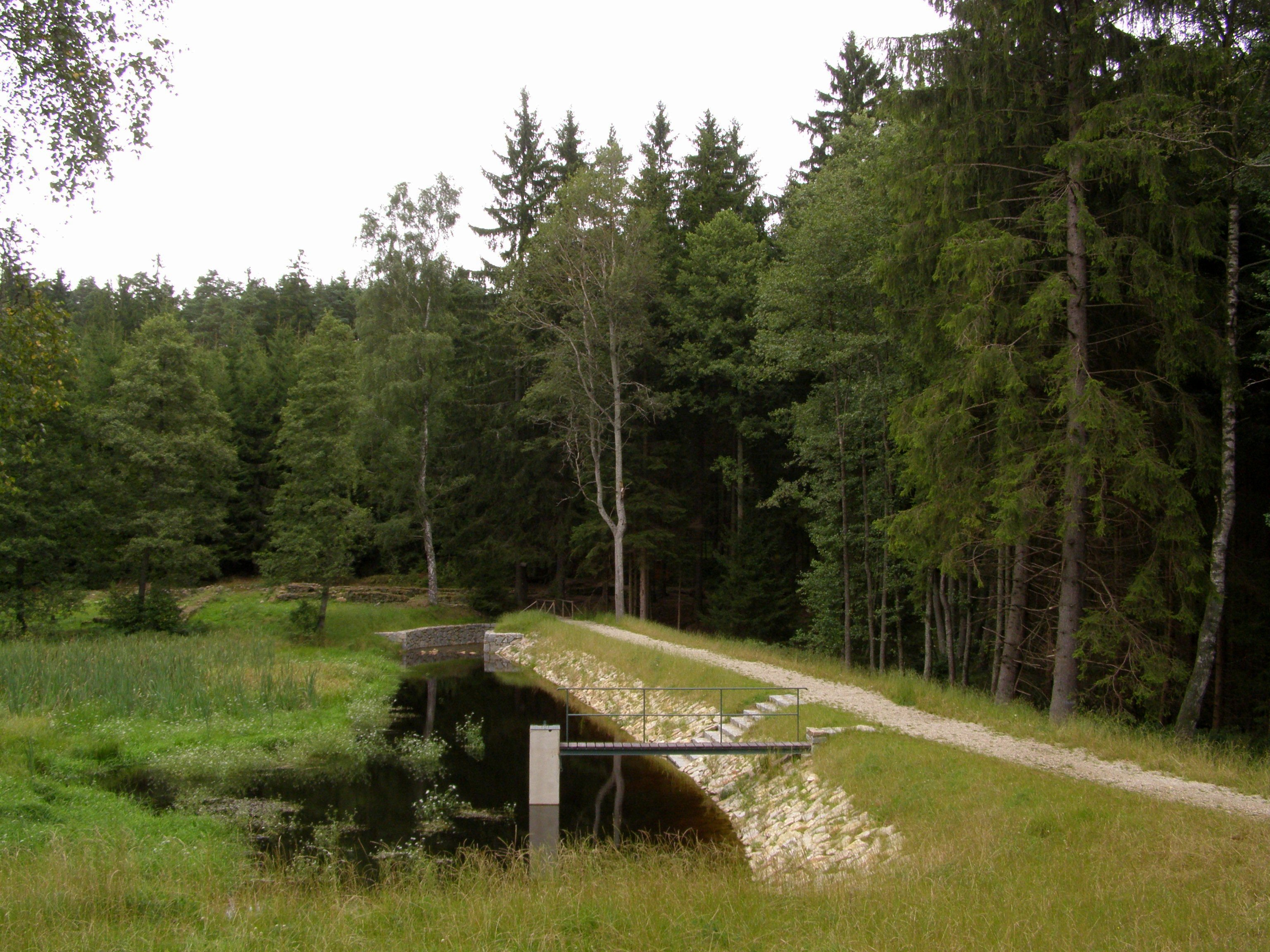
Rybník v místě původní návsi